# Cerbăl
Cerbăl is een Roemeense gemeente in het district Hunedoara.
Cerbăl telt 557 inwoners.